# كارل داهل
كارل داهل (بالنرويجية: Carl Adolf Dahl)‏ (و. 1828 – 1907 م) هو مهندس، ومخترِع نرويجي، توفي عن عمر يناهز 79 عاماً. 
حصل على تعليمه الفني في جوتنبرج بالسويد وفي هانوفر بألمانيا. قبل مجيئه إلى تروندهايم ، عمل لعدة سنوات في Statens vegvesen [الآن إدارة الطرق العامة النرويجية]. كانت واجبات مهندس المدينة شاملة. ومن أهم المشاريع التي تم تنفيذها في النصف الأخير من القرن التاسع عشر شبكات إمدادات المياه والصرف الصحي. كان بناء الطرق والجسور أيضًا جزءًا مهمًا من العمل ، وشارك لاحقًا داهل أيضًا في تخطيط شبكة الكهرباء ونظام الترام.
لكن أهم مساهماته كانت ميناء تروندهايم. من خلال التجريف الشامل وطمر النفايات ، تم إنشاء Brattøra اليوم كمركز نقل حديث ، مع ميناء قناة وخط سكة حديد كمكونات مهمة. أثر هذا العمل بشكل كبير على تطوير تروندهايم الحديثة. في وقت لاحق ، أصبح عيب خطة داهل أكثر وضوحًا: فقد وسط البلد اتصاله المباشر بالمضيق البحري.
كان C. A. Dahl نشطًا في العديد من المجالات الأخرى أيضًا ، ليس أقلها في الرياضة والحياة الخارجية. في عام 1930 تم تكريمه بتمثال صنعه ستينيوس فريدريكسن. تم وضع هذا التمثال في أماكن مختلفة حول محطة السكة الحديد.